# Агаповское сельское поселение
Агаповское се́льское поселе́ние — муниципальное образование в Агаповском районе Челябинской области Российской Федерации. В рамках административно-территориального устройства муниципальное образование  соответствует административно-территориальной единице Агаповский сельсовет.
Административный центр: село Агаповка.

## Географические данные
- Общая площадь: 57,44 км²
- Расположение: находится в северо–западной части Агаповского района.
- Граничит:
  - на севере с Магнитогорским городским округом;
  - на северо-западе с Наровчатским СП;
  - на западе с Янгельским СП;
  - на юго–западе со Светлогорским СП;
  - на юге с Магнитным СП;
  - на востоке с Буранным СП.
- Крупная река: Урал и её приток река Гумбейка.

## История
Образовано в 1998 году.
Статус и границы сельского поселения установлены Законом Челябинской области от 26 августа 2004 года № 259-ЗО «О статусе и границах Агаповского муниципального района и сельских поселений в его составе»

## Население
| 1995  | 2002  | 2010  | 2011  | 2012  | 2013  | 2014  |
| ----- | ----- | ----- | ----- | ----- | ----- | ----- |
| 7290  | ↗7379 | ↗7536 | ↗7542 | ↘7444 | ↘7442 | ↘7366 |
| 2015  | 2016  | 2017  | 2018  | 2019  | 2020  | 2021  |
| ↘7224 | ↗7312 | ↗7446 | ↗7470 | ↗7505 | ↗7537 | ↗7875 |
| 2023  |       |       |       |       |       |       |
| ↗7906 |       |       |       |       |       |       |

## Состав сельского поселения
| № | Населённый пункт | Тип населённого пункта       | Население |
| - | ---------------- | ---------------------------- | --------- |
| 1 | Аблязово         | посёлок                      | ↘399      |
| 2 | Агаповка         | село, административный центр | ↗6913     |
| 3 | Гумбейский       | посёлок                      | ↗576      |

## Местное самоуправление
Глава поселения: Блинков Сергей Михайлович.